# Xose Carlos Mariño Pereira
Xose Carlos Mariño (Antas de Ulla, 5 de setembre de 1970) és un exfutbolista gallec, que jugà de porter a l'Imperator OAR.
Va disputar dos partits a la primera divisió 97/98 de la mà de la SD Compostela, com a suplent de Rafa i Ponk. Eixe any els gallecs van baixar a segona divisió. En la categoria d'argent, el porter va tenir més oportunitats fins a disputar 23 partits. Uns anys abans, la 92/93, també va defensar la porteria compostel·lana.
El gallec també va jugar en Segona amb el Recreativo de Huelva. Altres equips en els quals va militar són el Lalín, el Santa Comba o el Ciudad de Santiago.